# Парламентские выборы в Сербии (1997)
Первые в истории Сербии очередные, а не досрочные парламентские выборы прошли 21 сентября 1997 года. В тот же день состоялся и первый тур очередных президентских выборов.
Выборы проходили по новому закону, который, сохранив пропорциональную систему, увеличил количество избирательных округов с 9 до 29, что де-факто подняло заградительный барьер на выборах. Оппозиция посчитала, что новая система введена в интересах правящей партии и после нескольких месяцев переговоров решила бойкотировать выборы. К бойкоту присоединились 12 оппозиционных партий, в том числе Демократическая партия, Демократическая партия Сербии, Гражданский альянс Сербии и ряд других. Несмотря на это, явка снизилась лишь на 4 процентных пункта, чему способствовало то, что некоторые из оппозиционных партий, в том числе традиционно ведущая Сербское движение обновления, приняли участие в выборах. По-прежнему бойкотировали выборы и большая часть албанцев Прешевской долины.
Победу на выборах в четвёртый раз одержала правящая Социалистическая партия Сербии Слободана Милошевича, выиграв 44 % мандатов, правда, для этого социалистам пришлось создать коалицию с партиями Югославская левица и «Новая демократия».

## Результаты выборов
| Партия                                    | Оригинальное название                                                       | Голоса    | %     | Места | Изменения |
| ----------------------------------------- | --------------------------------------------------------------------------- | --------- | ----- | ----- | --------- |
| Коалиция Милошевича                       | серб. СПС-ЈУЛ-Нова Демократија                                              | 1 418 036 | 34,26 | 110   | ▼18       |
| Сербская радикальная партия               | серб. Српска радикална странка, СРС                                         | 1 162 216 | 28,08 | 82    | ▲43       |
| Сербское движение обновления              | серб. Српски покрет обнове, СПО                                             | 793 988   | 19,18 | 45    | ▲8        |
| Коалиция «Воеводина»                      | серб. Коалиција „Војводина“                                                 | 112 589   | 2,72  | 4     | ▼1        |
| Демократическая альтернатива              | серб. Демократска Алтернатива, ДА                                           | 60 855    | 1,47  | 1     | новый     |
| Альянс воеводинских венгров               | серб. Савез војвођанских Мађара, СВМ венг. Vajdasági Magyar Szövetség, VMSZ | 50 960    | 1,23  | 4     | новый     |
| Список за Санджак — Сулейман Углянин      | серб. Листа за Санџак - др Сулејман Угљанин                                 | 49 486    | 1,20  | 3     | новый     |
| Демократическая коалиция Прешево—Буяновац | серб. Демократска коалиција Прешево-Бујановац                               | 14 179    | 0,34  | 1     | новый     |
| Другие                                    |                                                                             | 312 470   | 7,86  | —     |           |
| Недействительные голоса                   |                                                                             | 164 307   | -     | -     |           |
| Всего                                     |                                                                             | 4 139 080 | 100   | 250   |           |
| Зарегистрировано избирателей/Явка         |                                                                             | 7.210.386 | 57,40 |       |           |

1. ↑  Коалиция Социалистической партии Сербии, Югославской левицы и партии «Новая демократия»
2. ↑  Учитывая депутатов избранных от партии «Новая демократия»
3. ↑  Учитывая депутатов избранных только от Сербского движения обновления
4. ↑  Считая от числа депутатов избранных от Демократического сообщества воеводинских венгров

## Распределение мест в Скупщине
Коалиция Милошевича (SPS−JUL−ND)  (110)
- Социалистическая партия Сербии (85)
- Югославская левица (20)
- «Новая демократия» (5)

 Сербская радикальная партия  (82)
 Сербское движение обновления  (45)
 Демократическое сообщество воеводинских венгров  (4)
 Альянс воеводинских венгров  (4)
 Список за Санджак — Сулейман Углянин  (3)

## Итоги выборов
Победу на выборах в четвёртый раз одержала правящая Социалистическая партия Сербии Слободана Милошевича, выиграв 44 % мандатов, правда для этого социалистам пришлось создать коалицию с левыми и новыми демократами. Вновь перед Соцпартией встал вопрос о формировании многопартийного коалиционного правительства. В конце концов выбор был сделан в пользу радикалов, что привело к выходу из коалиции «Новой демократии».